# Chanmina
Mina Otomonai (乙茂内 美奈 Otomonai Mina?, Corea del Sur, 14 de octubre de 1998), más conocida como Chanmina (ちゃんみな?), es una cantante y rapera surcoreana-japonesa. Ella debutó en 2016 con el sencillo "Miseinen", antes de lanzar su álbum debut del mismo nombre en 2017.

## Biografía
Chanmina nació en Corea del Sur, de padre japonés y madre surcoreana, y vivió en Corea del Sur hasta los tres años. Como su madre es bailarina profesional, pasó su infancia viajando por Corea del Sur, Japón y Estados Unidos. Debido a la influencia de su madre, Chanmina aprendió ballet y violín desde temprana edad.
Durante este tiempo de su vida, descubrió la canción "Day by Day" (2008) del grupo masculino surcoreano Big Bang, y se sintió conmovida por la canción, inspirándola a convertirse en rapera. Chanmina originalmente planeó mudarse a Corea del Sur para convertirse en cantante de K-Pop en su segundo año de escuela secundaria, sin embargo, su amiga, la rapera Meshhi, la convenció de quedarse en Japón. Ella lanzó su sencillo debut de forma independiente llamado "Miseinen" (con Meshhi en la canción), logrando encabezar la lista de clasificación de canciones de hip-hop de iTunes Japón. 
Su primer sencillo debut con un sello importante, "Fxxker", se lanzó en 2017, seguido de su álbum debut Miseinen (2017). En ese mismo año, Chanmina lanzó el EP Chocolate, que fue grabado en Los Ángeles, California. Al año siguiente, Chanmina cambió de sello discográfico a Warner Music Japan. La canción principal de su segundo álbum, Never Grow Up, se usó como tema principal del drama japonés Jigoku no Girlfriend, y se convirtió en un éxito inesperado, alcanzando más de 10 millones de visitas en YouTube ocho meses después del lanzamiento de la canción, y recibiendo una certificación de oro de la RIAJ.
En septiembre de 2021, la canción "I'm a Pop" de Chanmina apareció en la película de Netflix Kate, lo que llevó a la canción a aparecer en las listas de Billboard World Digital Songs en los Estados Unidos. Chanmina lanzó su tercer álbum de estudio, Harenchi en octubre, que incluye "Voice Memo No. 5", "Picky", "Angel" y "Bijin"; canciones que había lanzado como sencillos o como pistas principales de extended plays en 2020 y 2021.
Chanmina lanzó su primer sencillo coreano de larga duración "Don't go" con Ash Island el 23 de septiembre de 2022.

## Vida personal
Chanmina es trilingüe, habla coreano, japonés e inglés. El 7 de julio de 2024, anunció su embarazo y matrimonio con el rapero surcoreano Ash Island. El 1 de noviembre dio a luz a su primera hija.

## Discografía

### Álbumes de estudio
| Título                         | Detalles | Posiciones máximas en los gráficos | Posiciones máximas en los gráficos |
| Título                         | Detalles | JPN Oricon                         | JPN Hot                            |
| ------------------------------ | --- | ---------------------------------- | ---------------------------------- |
| Miseinen (未成年? Underage)    | - Fecha de lanzamiento: 8 de marzo de 2017 - Etiqueta: Victor Entertainment - Formatos: CD, descarga digital, streaming         | 59                                 | 27                                 |
| Never Grow Up                  | - Fecha de lanzamiento: 7 de agosto de 2019 - Etiqueta: Warner Music Japón - Formatos: CD, CD/ DVD, descarga digital, streaming | 23                                 | 21                                 |
| Harenchi (ハレンチ? Shameless) | - Fecha de lanzamiento: 13 de octubre de 2021 - Etiqueta: Warner - Formatos: CD, CD/DVD, descarga digital, streaming            | 16                                 | 11                                 |
| Naked                          | - Fecha de lanzamiento: 26 de abril de 2023 - Etiqueta: No Label Music, Warner - Formatos: CD, descarga digital, streaming      | 16                                 | 13                                 |

### Extended plays
| Chocolate                                                 | - Fecha de lanzamiento: 15 de noviembre de 2017 - Etiqueta: Victor - Formatos: CD, CD/DVD, descarga digital, streaming | 29 | 10 |
| Note-book: Me.                                            | - Fecha de lanzamiento: 19 de febrero de 2020 - Etiqueta: Warner - Formatos: CD, descarga digital, streaming           | 38 | -  |
| Note-book: U.                                             | - Fecha de lanzamiento: 19 de febrero de 2020 - Etiqueta: Warner - Formatos: CD, descarga digital, streaming           | 40 | -  |
| " — " denota lanzamientos que no figuraron en las listas. | |    |    |

### Sencillos

#### Como artista principal
| "Miseinen" (未成年? "Underage")(feat. Messhi)          | 2016 | —  | —  | —  |                                | Miseinen            |
| "Princess"                                             | 2016 | —  | —  | —  |                                | Miseinen            |
| "Fxxker"                                               | 2017 | —  | —  | —  |                                | Miseinen            |
| "Lady"                                                 | 2017 | —  | 75 | —  | - RIAJ: Gold (streaming)       | Miseinen            |
| "My Name"                                              | 2017 | —  | —  | —  |                                | Chocolate           |
| "Chocolate"                                            | 2017 | —  | 29 | —  | - RIAJ: Platino (streaming)    | Chocolate           |
| "Doctor"                                               | 2018 | —  | —  | —  |                                | Never Grow Up       |
| "Pain Is Beauty"                                       | 2018 | —  | 87 | —  |                                | Never Grow Up       |
| "I'm a Pop"                                            | 2019 | 54 | —  | 16 |                                | Never Grow Up       |
| "Call"                                                 | 2019 | —  | 89 | —  | - RIAJ: Oro (streaming)        | Never Grow Up       |
| "Never Grow Up"                                        | 2019 | —  | 40 | —  | - RIAJ: 2× Platino (streaming) | Never Grow Up       |
| "Angel"                                                | 2020 | 15 | 49 | —  | - RIAJ: Oro (streaming)        | Harenchi            |
| "Holy Moly Holy Night"(Chanmina & Sky-Hi)              | 2020 | —  | —  | —  |                                | Sencillo sin álbum  |
| "Bijin" (美人? "Beautiful Woman")                      | 2021 | 15 | 65 | —  | - RIAJ: Oro (streaming)        | Harenchi            |
| "Tokyo 4AM"                                            | 2022 | —  | —  | —  |                                | Naked               |
| "Don't Go"(feat. Ash Island)                           | 2022 | —  | —  | —  |                                | Naked               |
| "Mirror"                                               | 2022 | —  | —  | —  |                                | Naked               |
| "You Just Walked in My Life"                           | 2023 | —  | —  | —  |                                | Naked               |
| "Death Anniversary" (命日 Meinichi?)                   | 2023 | —  | 26 | —  |                                | Sencillos sin álbum |
| "Biscuit"                                              | 2023 | —  | —  | —  |                                | Sencillos sin álbum |
| "Forgive Me"                                           | 2024 | —  | —  | —  |                                | Sencillos sin álbum |
| "20" (con Ash Island)                                  | 2024 | —  | —  | —  |                                | Sencillos sin álbum |
| "NG"                                                   | 2024 | —  | —  | —  |                                | Sencillos sin álbum |
| "Forever"                                              | 2024 | —  | 33 | —  |                                | Sencillos sin álbum |
| "—" indica lanzamientos que no entraron en las listas. |      |    |    |    |                                |                     |

#### Colaboraciones
| "#GirlsSpkOut"(Taeyeon feat. Chanmina)                                   | 2020 | —  | GirlsSpkOut |
| "Kisha na Lip" (華奢なリップ? "Delicate Lip")(Genie High feat. Chanmina) | 2021 | 83 | Genie Star  |
| "Smiley (Japanese Version)"(Yena feat. Chanmina)                         | 2023 | —  | TBA         |
| "World Dance" (Ai feat. Chanmina)                                        | 2023 | —  | Respect All |
| "—" denotes items that did not chart.                                    |      |    |             |

#### Sencillos promocionales
| "She's Gone"                                               | 2016 | —  |                             | Miseinen                             |
| "Daikirai" (ダイキライ? "Hate") (TeddyLoid feat. Chanmina) | 2016 | —  |                             | Silent Planet 2 EP Vol. 3 / Miseinen |
| "Winner" (Block B Project-1 feat. Chanmina)                | 2017 | 76 |                             | Project-1 EP                         |
| "Voice Memo No. 5" (ボイスメモ No. 5?)                     | 2020 | 92 | - RIAJ: Oro (streaming)     | Note-book: Me. / Harenchi            |
| "Picky"                                                    | 2020 | —  |                             | Note-book: U. / Harenchi             |
| "Racin’" (AK-69 feat. Chanmina)                            | 2021 | —  |                             | The Race                             |
| "Harenchi"                                                 | 2021 | 72 | - RIAJ: Platino (streaming) | Harenchi                             |
| "Sun" (太陽 Taiyō?)                                        | 2021 | —  |                             | Harenchi                             |
| "I'm Not OK"                                               | 2023 | —  |                             | Naked                                |
| "B-List" (B級)                                             | 2023 | 77 | - RIAJ: Oro (streaming)     | Naked                                |
| "—" denotes items that did not chart.                      |      |    |                             |                                      |

#### Otras canciones certificadas
| Título            | Año  | Certificaciones         | Álbum    |
| ----------------- | ---- | ----------------------- | -------- |
| "Best Boy Friend" | 2017 | - RIAJ: Oro (streaming) | Miseinen |

### Apariciones especiales
| Título         | Año  | Otro(s) artista(s)                | Álbum                   |
| -------------- | ---- | --------------------------------- | ----------------------- |
| "Do U Wanna"   | 2017 | Typewriter, YMG, Lipstorm, Yurika | La La Palooza           |
| "No Thanks Ya" | 2017 | Miyavi                            | Samurai Sessions Vol. 2 |
| "You Made Me"  | 2018 | TeddyLoid                         | Silent Planet: Reloaded |
| "Best Friend"  | 2021 | Saweetie, Doja Cat, Jamie         | Best Friend Remix EP    |